# Francine Raynault
Pour les articles homonymes, voir Raynault.
Francine Raynault est une femme politique québécoise. Elle a été députée de la circonscription de Joliette à la Chambre des communes du Canada sous l'étiquette du Nouveau Parti démocratique de 2011 à 2015.

## Biographie
Francine Raynault s'est présentée pour la première fois à l'élection fédérale canadienne de 2008, terminant en quatrième place derrière le député bloquiste sortant, Pierre Paquette. Lors de son deuxième essai, Francine Raynault fut élevée par la vague d'appui au NPD au Québec, coiffant M. Paquette par une marge de 8 147 voix. Cependant, lors d'une assemblée d'investiture tenue en avril 2015 afin de choisir le candidat pour la prochaine élection, elle n'a pas été choisie candidate du Nouveau Parti démocratique, les militants lui préférant Danielle Landreville.

## Résultats électoraux
|       | Candidat                  | Parti          | # de voix | % des voix |
|       | Michel Morand             | Conservateur   | +05 525,  | 9,67 %     |
|       | (sortant) Pierre Paquette | Bloc québécois | +18 804,  | 32,9 %     |
|       | François Boucher          | Libéral        | +03 545,  | 6,2 %      |
|       | Francine Raynault         | NPD            | +27 050,  | 47,33 %    |
|       | Annie Durette             | Vert           | +02 227,  | 3,9 %      |
| Total | Total                     | Total          | 57 151    | 100 %      |

|       | Candidat                  | Parti          | # de voix | % des voix |
|       | Sylvie Lavallée           | Conservateur   | +09 540,  | 17,83 %    |
|       | (sortant) Pierre Paquette | Bloc québécois | +28 040,  | 52,4 %     |
|       | Suzie St-Onge             | Libéral        | +07 769,  | 14,52 %    |
|       | Francine Raynault         | NPD            | +05 579,  | 10,42 %    |
|       | Annie Durette             | Vert           | +02 588,  | 4,84 %     |
| Total | Total                     | Total          | 53 516    | 100 %      |